# Наносуспільство
Наносуспі́льство — це теоретична концепція можливого подальшого розвитку інформаційного суспільства в певний тип біосоціотехнічної системи, що складається з різнорідних взаємопов'язаних елементів і підсистем, властивостей і відносин, створених індивідами на основі нанотехнологій, метою якої є реалізація екстремальних принципів в життєдіяльності індивідів за допомогою законів і соціологічних алгоритмів, діючих в певних межах. Формування наносуспільства, ймовірно, відбудеться до третьої чверті XXI століття.

## Основні напрямки
Нові наноматеріали з якісно новими, поліпшеними характеристиками затребувані у всіх сферах — від медицини до будівництва, від інформатики до легкої промисловості і т. д. Природним результатом цього стане еволюційна зміна технологічного та, як наслідок, соціально-економічного устрою суспільства.